# توة سية
توة سية (بالفارسية: توه سیه) هي قرية تقع في قسم كلان الريفي (مقاطعة إيوان) في إيران. يقدر عدد سكانها بـ 13 نسمة .